# العلاقات الباهاماسية اللبنانية
العلاقات الباهاماسية اللبنانية هي العلاقات الثنائية التي تجمع بين باهاماس ولبنان.

## مقارنة بين البلدين
هذه مقارنة عامة ومرجعية للدولتين:
| وجه المقارنة                                              | باهاماس      | لبنان                                                                |
| --------------------------------------------------------- | ------------ | -------------------------------------------------------------------- |
| المساحة (كم2)                                             | 13.88 ألف    | 10.45 ألف                                                            |
| عدد السكان (نسمة)                                         | 395.36 ألف   | 6.10 مليون                                                           |
| الكثافة السكانية (ن./كم²)                                 | 28.48        | 583.73                                                               |
| العاصمة                                                   | ناساو        | بيروت                                                                |
| اللغة الرسمية                                             | لغة إنجليزية | اللغة العربية، لغة فرنسية                                            |
| العملة                                                    | دولار بهامي  | ليرة لبنانية                                                         |
| الناتج المحلي الإجمالي (بليون دولار)                      | 12.16 مليار  | 51.84 مليار                                                          |
| الناتج المحلي الإجمالي (تعادل القوة الشرائية) بليون دولار | 8.92 مليار   | 81.54 مليار                                                          |
| الناتج المحلي الإجمالي الاسمي للفرد دولار أمريكي          | 22.82 ألف    | 8.05 ألف                                                             |
| الناتج المحلي الإجمالي للفرد دولار أمريكي                 |              | 17.46 ألف                                                            |
| مؤشر التنمية البشرية                                      | 0.790        | 0.769                                                                |
| رمز المكالمات الدولي                                      | +1242        | +961                                                                 |
| رمز الإنترنت                                              | .bs          | .lb                                                                  |
| المنطقة الزمنية                                           | 00           | ت ع م+02:00، ت ع م+03:00، توقيت شرق أوروبا، توقيت شرق أوروبا الصيفي ‏ |

## منظمات دولية مشتركة
يشترك البلدان في عضوية مجموعة من المنظمات الدولية، منها:
| علم المنظمة | اسم المنظمة                               | تاريخ انضمام باهاماس | تاريخ انضمام لبنان |
| ----------- | ----------------------------------------- | -------------------- | ------------------ |
|             | مؤسسة التنمية الدولية                     | 23 يونيو 2008        | 10 أبريل 1962      |
|             | يونسكو                                    | 23 أبريل 1981        | 4 نوفمبر 1946      |
|             | وكالة ضمان الاستثمار متعدد الأطراف        | 4 أكتوبر 1994        | 19 أكتوبر 1994     |
|             | الأمم المتحدة                             | 18 سبتمبر 1973       | 24 أكتوبر 1945     |
|             | الاتحاد البريدي العالمي                   | ?                    | ?                  |
|             | البنك الدولي للإنشاء والتعمير             | 21 أغسطس 1973        | 14 أبريل 1947      |
|             | الاتحاد الدولي للاتصالات                  | 19 أغسطس 1974        | 12 يناير 1924      |
|             | منظمة حظر الأسلحة الكيميائية              | ?                    | ?                  |
|             | مؤسسة التمويل الدولية                     | 8 ديسمبر 1986        | 28 ديسمبر 1956     |
|             | المركز الدولي لتسوية المنازعات الاستشارية | 18 نوفمبر 1995       | 25 أبريل 2003      |
|             | منظمة الشرطة الجنائية الدولية             | ?                    | ?                  |